# Dżereń Przewalskiego
Dżereń Przewalskiego (Procapra przewalskii) – gatunek ssaka z podrodziny antylop (Antilopinae) w obrębie rodziny wołowatych (Bovidae). Endemit Chin, zagrożony wyginięciem.
Nazwany na cześć rosyjskiego przyrodnika Nikołaja Przewalskiego.

## Występowanie
Chiny – okolice jeziora Kuku-nor.

## Opis
Osiąga długość 100 cm (plus ogon 7–10 cm) oraz masę 21–32 kg. Ubarwienie jest żółtobrązowe.